# 嗣子說
嗣子說，又譯嗣子論、義子論、養子說、養子論，基督教術語，早期教會中對於耶穌神性的一種見解。這派認為，耶穌完全是一個人類，並不是神。他們以「收養」來比喻耶穌與上帝耶和華之間的關係。
伊便尼派認為，在耶穌接受施洗者約翰的洗禮時，上帝因耶穌具備公義的精神與無私的奉獻，才選擇耶穌擔任他的先知與義子。由拜占庭的狄奧多圖斯發展出的觀點，認為耶穌原本為普通人類，復活之後才擁有神性，因此也被稱為動態神格唯一論（dynamic monarchianism）。
這個學說是一位神論，主張上帝獨一無二，而且高於耶穌，否認耶穌的神性。特土良將它歸屬在神格惟一論之下。在第一次尼西亞公會議之後，被正統教會認定為異端。這個神學主張後來影響到穆罕默德對耶稣的看法。
嗣子說（Adoptionism）是基督教早期一種有爭議的教義，認為耶穌不是神的兒子，而是在他的洗禮時被神所領受，從而被神所領受為神的兒子。因此，這種觀點被稱為嗣子說。
在嗣子說中，耶穌被視為一位先知，由於他的品行和教導而被神所喜悅和接納，從而被神所領受為神的兒子。這種觀點與正統基督教教義中的三位一體論和耶穌基督的神性不符，因此在教會中引起了激烈的爭議。
在不同的神學家中，對嗣子說的看法存在差異。一些早期的神學家，如亞流（Arius）和盎格魯-撒克遜人修士埃爾弗里德（Alcuin），支持嗣子說，認為耶穌是在他的洗禮時被神所領受為神的兒子。
然而，大多數教會和神學家反對嗣子說，認為這種觀點否認了耶穌的神性和三位一體論，從而違反了正統基督教的教義。在7世紀，教宗瑪爾定一世將嗣子說定為異端教義，並在680年的第三次君士坦丁堡大公會議上進一步確認了這一決定。

## 歷史
嗣子說在基督教史上的起源很早，可能可以上追到耶穌時代。學者巴特·葉爾曼認為，在《舊約》的《詩篇》中就有類似的觀念。《馬可福音》第一章第一節：「神的兒子耶穌基督，福音的起頭。」在許多古代抄本中，並沒有這段話，如果把這一段取消，《馬可福音》一直到耶穌受洗後，才稱他為神之子，巴特·葉爾曼認為，這反映了《馬可福音》的作者也採取嗣子說的立場。另一個採取嗣子說的福音書，為《希伯來福音書》。但是這些傾向嗣子說的福音書片斷，大部份在後世都被削除了。
在保羅書信中，保羅從未明確提及瑪利亞處女懷胎的事蹟，有些片段可能也反映了嗣子說的思想。如《加拉太書》中說，耶穌是由婦人所生，在律法中所生；《與羅馬人書》說，耶穌的肉體是由大衛後裔生的。在《希伯來書》中也有類似段落。
不過，保羅承認主耶穌完全真實的人性 的經文，並不意味著他也否認耶穌作為聖子而言的永恆神性，不能作為他支持嗣子說的依據。聖子基督耶穌道成肉身所取的人性，與他永恆神性共享一位格，這被正統信仰稱為「一位格（神人）二屬性」，確證了基督原本的神性。保羅書信中承認耶穌神性的相關經文有許多。這是「大哉，敬虔的奧祕，無人不以為然！就是神在肉身顯現⋯⋯」（提前3:16），而不是肉身成道。
現存四福音中，《約翰福音》明確反對了嗣子說。
二世紀時，拜占庭的狄奧多圖斯是第一個被記錄下來，提出嗣子論的基督教作家。他主張，耶穌在出生時是凡夫，通過洗禮，被上帝領養，但是一直到他復活之後，才成為神。特土良稱他的觀點為動態神格唯一論。
第一次尼西亞公會議上，正統教會採取了三位一體論，嗣子論被列為異端。

## 伊斯蘭教
伊斯蘭教的《可蘭經》採用嗣子說來解釋耶穌的角色，穆斯林認為耶穌是個神聖的先知，但不是神之子。

## 文藝作品
音樂劇《萬世巨星》即採取嗣子說觀點詮釋耶穌。